# 1899 na literatura

## Eventos
Machado de Assis escreve Dom Casmurro.

## Nascimentos
| Data            | Nome                      | Profissão                               | Nacionalidade                              | Observações                                                             | Ref   |
| --------------- | ------------------------- | --------------------------------------- | ------------------------------------------ | ----------------------------------------------------------------------- | ----- |
| 18 de Fevereiro | António Aleixo            | poeta popular                           | Reino Unido de Portugal, Brasil e Algarves | m. 1949                                                                 |       |
| 22 de Abril     | Vladimir Nabokov          | escritor                                | Rússia                                     | m. 1977                                                                 |       |
| 6 de Maio       | José Campos de Figueiredo | escritor                                | Reino Unido de Portugal, Brasil e Algarves | m. 1965 Prémio Antero de Quental (poesia) Prémio Ricardo Malheiros 1957 | [ 1 ] |
| 20 de maio      | Lydia Cabrera             | antropóloga e poeta                     | Cuba                                       | m. 1991                                                                 |       |
| 16 de Junho     | Dante Milano              | poeta                                   | Brasil                                     | m. 1991                                                                 |       |
| 21 de Julho     | Ernest Hemingway          | escritor                                | Estados Unidos                             | m. 1961                                                                 |       |
| 24 de Agosto    | Jorge Luis Borges         | escritor                                | Argentina                                  | m. 1986                                                                 |       |
| 27 de Agosto    | Cecil Scott Forester      | escritor                                | Inglaterra                                 | m. 1966                                                                 |       |
| 17 de Setembro  | José Régio                | escritor                                | Reino Unido de Portugal, Brasil e Algarves | m. 1969                                                                 |       |
| 3 de outubro    | Louis Hjelmslev           | linguísta                               | Dinamarca                                  | m. 1965                                                                 |       |
| 16 de dezembro  | Noël Coward               | compositor, dramaturgo, ator e escritor | Reino Unido                                | m. 1973                                                                 |       |

## Mortes
| Data            | Nome                   | Profissão           | Nacionalidade | Observações | Ref |
| --------------- | ---------------------- | ------------------- | ------------- | ----------- | --- |
| 17 de fevereiro | Tito Franco de Almeida | político e escritor | Brasil        | n. 1829     |     |